# فستیوال فوتبال دختران زیر ۱۳ سال
اولین دوره فستیوال دختران زیر ۱۳ سال کشور از تاریخ 92/6/11 الی92/6/17به میزبانی استان تهران  برگزار گردید.
در مراسم افتتاح این مسابقات علی کفاشیان رئیس فدراسیون فوتبال و سرمربی تیم ملی فوتبال ایران کارلوس کی روش و همچنین مسئولان فوتبال بانوان حضور داشتند. هدف از برگزاری این فستیوال استعداد یابی بازیکنان و همچنین توجه و اهمیت دادن به فوتبال پایه عنوان شده‌است.
در این دوره مسابقات تیم استان فارس به قهرمانی رسید و تیمهای استانهای تهران و اصفهان به ترتیب دوم و سوم شدند.